# チー公大作戦
『チー公大作戦』（ちーこうだいさくせん）は、日本のコメディ映画。2001年作品だが、公開は2005年。正式タイトルは『チー公大作戦 ～メダカを救え！村長選挙』だが、サブタイトル省略表記が多い。2010年に同作のリメイク版が公開された。

## 作品解説
ヒロインである異常な発明を繰り返す科学者の大作を慕う血のつながらない妹・琴美役に、1500人のオーディションから選ばれた新人の古郡ひろみを迎え、記録的猛暑の秩父で約2か月間のロケが敢行された。チー公の親玉には高松英郎、琴美の恋敵には『歯科医』（中原俊監督作）で独自の世界を演じた金谷亜未子が扮し、コメディというジャンルで新境地を見せている。脇を固める梅津栄は『兵隊やくざ』以来のオカマの職人技を披露。岡田眞澄、渡辺友子、藤田三保子など、往年の名優たちの演技も光っている。またグラビアアイドルとして一世を風靡した麻生かおりも新たな才能を披露。「ウルトラマンガイア」の吉岡毅志が衝撃のラブシーンに果敢に挑んでいたり、ヒロイン・琴美の少女時代を演じた子役の北村美緒が天才的な演技をしているなど、話題が豊富な異色作品である。
ところで、イカサマ行商人を描いた本作品の制作サイドでも、物語さながらのドタバタがあり、作品完成後3年も公開がされなかった裏話に加え、平成の市町村大合併の最中、合併で誕生したさいたま市の当時現職の市議が脚本、作品の舞台である河童村と隣町の合併を強烈に風刺しているのもまた異色と言えよう。

## あらすじ
舞台は現代の埼玉県。奇想天外でおかしな発明をする科学者のコンビとイカサマ行商人が巻き起こすドタバタ・コメディ＆ファンタジー。売れない発明品で会社存続の危機に立たされた科学者の大作は、友人の安男の口車に乗り、チー公と呼ばれるイカサマ行商人たちに加わり、インチキ行商の旅に出る。旅先の河童村では村長選挙の真っ最中。そこでは隣町との合併を巡って政治家たちの黒い取引が渦巻いていた。詐欺師顔負けの政治家たちの陰謀に腹を立てたチー公たちが、その陰謀を叩くためにひと騒動起こす。

## スタッフ
- 原案・監督・脚本・製作者: 杉崎智介
- 原作: 和田敏、杉崎智介
- 音楽: 金井信、荒川敏行
- 撮影: 馬場良秀
- 照明: 渡辺耕次
- 美術: 星埜恵子
- 編集: 鵜飼邦彦
- 助監督: 大楠素之
- 制作担当: 田所一朗
- ロケ協力：荒川村
- プロデュース: 港健二郎
- 企画協力: 杉崎もとみ
- 制作: ニュー・アーツ・プロダクツ
- 製作プロダクション: 杉崎フィルム
- 製作委員会メンバー: 埼玉市民映画製作委員会、智プロ・サイエンス社、ニュー・アーツ・プロダクツ

## 出演
- 古郡ひろみ
- 金谷亜未子
- 高松英郎
- 岡田眞澄
- 梅津栄
- あまね飛鳥
- 渡辺友子
- 吉岡毅志
- 藤田三保子
- 麻生かおり
- 細野佑美子
- 日向なおこ
- 泉水美和子
- 近藤茂夫
- 沖本達也（ワンダラーズ）
- 石井綾
- 喜多村龍介